# Evaporazione dell'uomo
Evaporazione dell'uomo (人間蒸発?, Ningen jōhatsu) è un film del 1967 diretto da Shōhei Imamura.

## Trama
Superficialmente, è un documentario su un uomo comune che - come molti giapponesi ogni anno - scompare senza lasciare traccia, lasciandosi alle spalle il lavoro e la fidanzata. Imamura, tuttavia, porta la narrazione in direzioni inaspettate, costringendo lo spettatore a mettere in discussione ciò che è realtà e ciò che potrebbe essere una finzione.